# Pseudophera contraria
Pseudophera contraria är en insektsart som först beskrevs av Walker 1851.  Pseudophera contraria ingår i släktet Pseudophera och familjen dvärgstritar. Inga underarter finns listade i Catalogue of Life.